# دمگاه

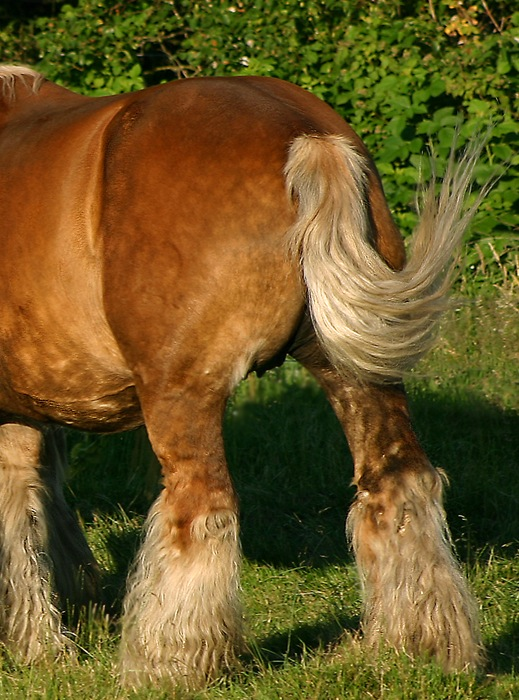
دمگاه در جلوی دم جانور قرار دارد (اینجا روی اسب پیشروی)

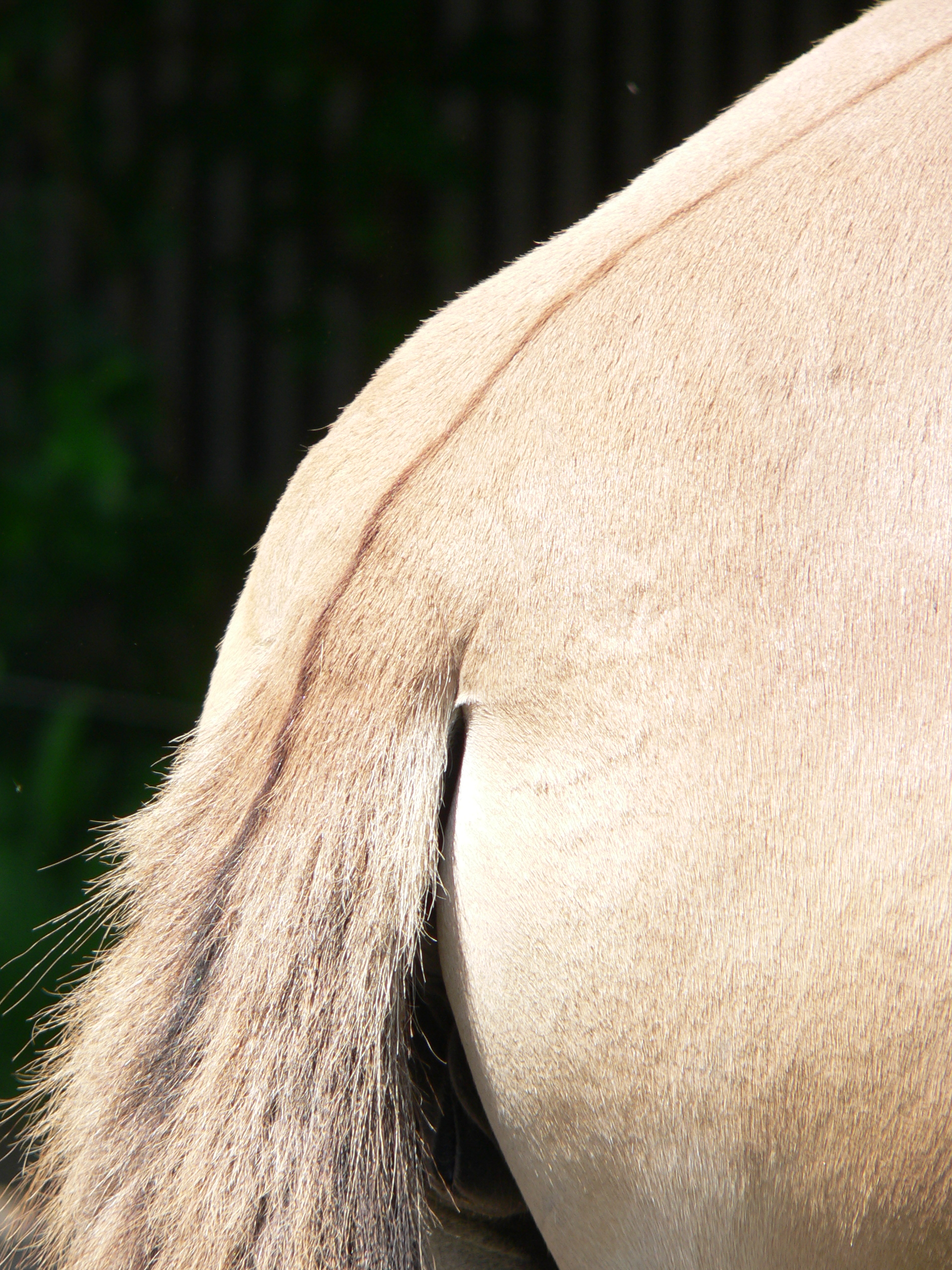
پایهٔ دم «بلند» (یعنی دامن تمام دم را نمی‌پوشاند) در اسب پرژوالسکی

دمگاه (به انگلیسی: rump) (و گاهی croup)، در ریخت‌شناسی بیرونی یک جانور، بخشی از پشت خلفی - یعنی پشت کمر و جلوی دم است. از نظر کالبدشناسی، دمگاه مطابق با استخوان خاجی است.
پایه یا ریشهٔ دم در جانوران با التصاق خاجی‌دنبالچه‌ای انسان مطابقت دارد. در برخی از پستانداران ممکن است گفته شود دم شامل دنبالچه (به معنی ستون استخوانی، ماهیچه‌ها و پوست) و دامن (به معنای موهای بلندی است که از دنبالچه رشد می‌کنند). در پرندگان نیز به‌طور مشابه، دم از دنبالچه و بادبزن دم (tailfan) تشکیل شده‌است.
برخی از جانوران در معرض دم بریدن، قطع استخوان دنبالچه در یا نزدیک پایهٔ دم قرار می‌گیرند. اینها شامل سگ، گربه، گوسفند، خوک و اسب هستند. انسان یک دم برجای مانده به نام دنبالچه دارد و در انسان بریدن دم معادل برداشتن دنبالچه (Coccygectomy) است.
کاربرد دمگاه از جانوری به جانور دیگر متفاوت است. گفته می‌شود که پرندگان و گاو دارای دمگاه و سر دم هستند. گفته می‌شود که سگ‌ها دمگاه و پایهٔ دم (dock) دارند. گفته می‌شود که اسب‌ها دارای انقباض (گاهی دمگاه)، ران، باسن و پایهٔ دم هستند.